# ألبرتو فرنانديز (دراج إسباني)
ألبرتو فرنانديز (بالإسبانية: Alberto Fernández Blanco)‏ هو دراج إسباني، ولد في 15 يناير 1955 في Cuena ‏ في إسبانيا، وتوفي في 14 ديسمبر 1984 في أراندا دي دويرو في إسبانيا.

## وصلات خارجية
- ألبرتو فرنانديز على موقع أرشيف الدراجات (الإنجليزية)
- ألبرتو فرنانديز على موقع إحصائيات الدراجات الإحترافية (الإنجليزية)
- ألبرتو فرنانديز على موقع CycleBase (الإنجليزية)